# Surf City
Surf City är en surfpoplåt från 1963. Låten skrevs av Brian Wilson tillsammans med Jan Berry, och utgavs som singel av Jan and Dean. Detta var från början en ofärdig låt av Brian Wilson med titeln "Goody Connie Won't You Come Back Home".  Wilson "donerade" denna låt till Jan and Dean efter att de velat spela in "Surfin' USA", men inte fått det då det skulle bli Beach Boys nästa singel. Jan Berry gjorde sedan klart låten tillsammans med Wilson och resultatet blev en Billboardetta.
Framgången ska ha förargat Brian Wilsons far Murry Wilson då han menade att Brian gett bort en listetta. Brian själv var stolt över att en annan artist fick en så stor framgång med en låt av honom.

## Listplaceringar
| Lista (1963)   | Position              |
| -------------- | --------------------- |
| Frankrike      | 10                    |
| Storbritannien | 26                    |
| Sverige        | 8 (Kvällstoppen)      |
| Sverige        | 2 (Tio i topp)        |
| USA            | 1 (Billboard Hot 100) |
| Västtyskland   | 45                    |